# USS LST-963
O USS LST-963 foi um navio de guerra norte-americano da classe LST que operou durante a Segunda Guerra Mundial.